# 712 (číslo)
Sedm set dvanáct je přirozené číslo. Následuje po čísle sedm set jedenáct a předchází číslu sedm set třináct. Římskými číslicemi se zapisuje DCCXII a řeckými číslicemi ψιβ.

## Matematika
712 je:
- Deficientní číslo
- Složené číslo
- Nešťastné číslo

## Astronomie
- (712) Boliviana je planetka hlavního pásu, kterou objevil v roce 1911 Max Wolf

## Roky
- 712
- 712 př. n. l.